# The Necromancer
«The Necromancer» (en español: «El nigromante») es una canción de la banda canadiense de rock progresivo Rush. Fue compuesta por Geddy Lee, Alex Lifeson y Neil Peart. Se encuentra originalmente en el tercer álbum de la banda titulado Caress of Steel que fue lanzado por Anthem Records en Canadá y por Mercury Records en Estados Unidos y Europa.
En 1976 se publicó como sencillo por las mismas discográficas con el tema «I Think I'm Going Bald» como lado B. «The Necromancer: Return of the Prince» no consiguió entrar en ninguna lista de popularidad en el mundo.

## Descripción de la canción
Este tema tiene una duración de más de doce minutos y se compone de tres partes: «Into the Darkness», «Under the Shadow» y «Return of the Prince».
Rush se basó en los libros El hobbit y El señor de los anillos del escritor J. R. R. Tolkien para nombrar así a la canción, pues en la primera obra se refiere de este modo al personaje llamado Sauron.

## Lista de canciones
| Lado A |                                         |                                       |          |  |
| N.º    | Título                                  | Escritor(es)                          | Duración |  |
| 1.     | «The Necromancer: Return of the Prince» | Geddy Lee / Alex Lifeson / Neil Peart | 3:52     |  |

| Lado B |                          |                       |          |  |
| N.º    | Título                   | Escritor(es)          | Duración |  |
| 2.     | «I Think I'm Going Bald» | Lee / Lifeson / Peart | 3:37     |  |

## Créditos
- Geddy Lee — voz y bajo
- Alex Lifeson — guitarra
- Neil Peart — batería y percusión
- Terry Brown — voz en off